# Jacek Tomasz Lelek

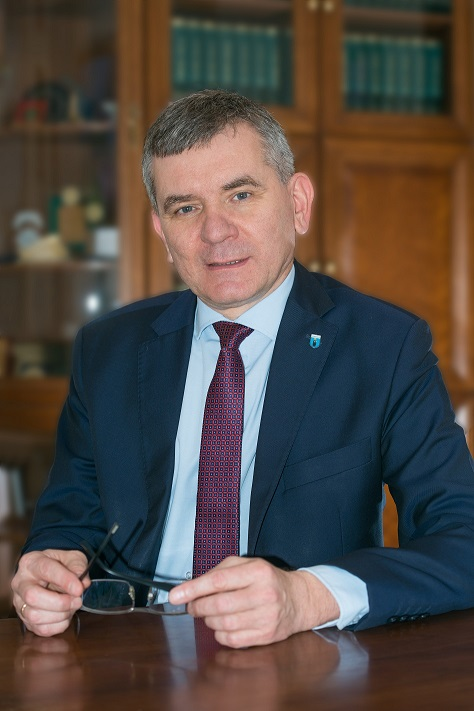
Jacek Lelek

Jacek Tomasz Lelek (ur. 5 stycznia 1970 w Lesku) – polski samorządowiec, menedżer, nauczyciel, działacz sektora NGO, od roku 2012 burmistrz Starego Sącza. Absolwent Liceum Ogólnokształcącego w Lesku (1985-89), Wyższej Szkoły Pedagogicznej w Krakowie (1989-95), Studium Podyplomowego Informatyki na Uniwersytecie Wrocławskim (1997-98) oraz studiów Master of Business Administration w Wyższej Szkole Biznesu – National Louis University w Nowym Sączu.

## Kariera zawodowa i samorządowa
W latach 1995–1999 pracował jako nauczyciel matematyki i informatyki w Liceum Ogólnokształcącym im. M. Skłodowskiej-Curie w Starym Sączu, następnie był menadżerem w firmach Optimus S.A. oraz Xtrade S.A. (od 1999 do 2003). Przez lata związany z sektorem organizacji pozarządowych – założył i był prezesem Fundacji Rozwoju Ziem Górskich oraz Stowarzyszenia Lokalna Grupa Działania „Brama Beskidu” (od 2007 do 2011). Obecnie jest członkiem Rady Związku Euroregion Tatry na lata 2019–2022. Wcześniej zasiadał w tym gremium w latach 2015–2016. Od 2018 roku jest przewodniczącym Zgromadzenia Związku Gmin Krynicko-Popradzkich.
W latach 2003–2007 piastował stanowisko zastępcy burmistrza Starego Sącza. Po przerwie w latach 2007-2010 wrócił do samorządu i został radnym Rady Miejskiej w Starym Sączu – przewodniczącym Komisji Budżetu i Rozwoju Gospodarczego (do 2011). 22 stycznia 2012 roku wybrany na Burmistrza Starego Sącza (82,69% i 5379 głosów) w przedterminowych wyborach, po tym, jak burmistrz Marian Cycoń uzyskał mandat poselski. Zaprzysiężony 30 stycznia 2012 r. Wcześniej decyzją Premiera RP pełnił obowiązki burmistrza. Zastępcą Jacka Lelka został Kazimierz Gizicki, pełniący wówczas funkcję przewodniczącego Rady Miejskiej w Starym Sączu. W 2014 r. po wyborach samorządowych ponownie został burmistrzem z 73,40% poparciem zdobywając 6504 głosy. W 2018 r. powtórzył wyborczy sukces i znów został wybrany w pierwszej turze. Otrzymał wówczas 6751 głosów i 69,70% poparcia. W wyborach samorządowych startował z Komitetu Wyborczego Wyborców Gminne Porozumienie Wyborcze.